# Аккуратов, Олег Борисович
Оле́г Бори́сович Аккура́тов (род. 21 октября 1989, Ейск, РСФСР, СССР) — российский пианист, джазовый импровизатор и певец. С рождения страдает амаврозом — полной слепотой. Обладатель абсолютного слуха, музыкальной памяти, чувства ритма. Виртуозный исполнитель джаза, и классических произведений. Лауреат Премии Президента Российской Федерации для молодых деятелей культуры (2019) и многочисленных международных конкурсов и фестивалей.

## Биография
Родился 21 октября 1989 года в городе Ейске Краснодарского края. Слепой от рождения, в четыре года начал проявлять неординарные музыкальные способности, наигрывая на фортепиано услышанные мелодии. Педагоги Ейской музыкальной школы приняли его в 1 класс. Через два года Аккуратов поступил в специализированную музыкальную школу для слепых и слабовидящих детей города Армавира Краснодарского края, где его обучением занималась А. Ю. Кудряшова, которая оказала огромное влияние на его дальнейшую творческую судьбу.
Позже параллельно обучению в школе учился в Московском Государственном музыкальном колледже эстрадного и джазового искусства, в классе преподавателя Михаила Окуня. Окончив в 2008 году музыкальный колледж, поступил на эстрадно-джазовое отделение Института музыки Московского университета культуры и искусства. В 2015 году с отличием окончил Ростовскую государственную консерваторию в 2017 — аспирантуру по специальности «камерная музыка». Во время обучения участвовал в концертах и становился лауреатом различных музыкальных конкурсов, включая международные.
Был участником концерта с оперной певицей Монсерат Кабалье, выступал вместе с Эвелин Гленни.
Как участник Всемирного сводного хора ЮНЕСКО принимал участие в мировой премьере международной благотворительной акции «Тысячи городов мира», выступал в резиденции Папы Римского.
Людмила Гурченко сняла в 2009 году фильм «Пёстрые сумерки» о своей дружбе с Аккуратовым.
Ранее жил в посёлке Моревка недалеко от Ейска. Работал солистом театра «Русская опера», художественным руководителем и солистом Ейского джазового оркестра МИЧ-Бэнд (фортепиано).
С 2013 года Аккуратов сотрудничает с Игорем Бутманом. В составе Квартета Игоря Бутмана и Московского джазового оркестра совершил гастроли по Латвии, Израилю, Нидерландам, Италии, Индии, США и Канаде и другим странам.
В мае 2013 года вместе с контрабасисткой Кейт Дэвис, барабанщиком Марком Уитфилдом и саксофонистом Франческо Кафисо участвовал в международном проекте Игоря Бутмана «Будущее джаза» и проектах «Черешневый лес» в Москве, «Акваджаз. Sochi Jazz Festival» в Сочи.
В марте 2014 года его выступление завершало церемонию закрытия XI Паралимпийских игр в Сочи.
В апреле 2015 года по приглашению Уинтона Марсалиса выступил в Rose Hall нью-йоркского Линкольн-центра вместе с Jazz at Lincoln Center Orchestra.
1 февраля 2017 года в Светлановском зале Московского Международного Дома Музыки состоялся первый Большой сольный концерт Аккуратова с участием Игоря Бутмана. В октябре того же года в составе собственного трио выступил на XIX Всемирном фестивале молодёжи и студентов в Сочи.
В 2018 году стал участником Гала-концерта Международного дня джаза, организованного ЮНЕСКО, был удостоен Премии мэра Москвы, а также занял второе место на конкурсе Sarah Vaughan International Jazz Vocal Competition.

## Конкурсы и премии
- 1995 — дипломант II Международного конкурса имени Луи Брайля, который проходил в Московской консерватории[15].
- 2001 — был в списке стипендиатов Федеральной целевой программы «Одарённые дети»[16]
- 2002 — Гран-при краевого конкурса среди учащихся фортепианных отделений детских музыкальных школ и школ искусств Краснодарского края.
- 2002 — Лауреат краевого конкурсов юных композиторов Кубани «Орфей».
- 2002 — Лауреат Международной премии «Филантроп».
- 2002 — Лауреат Первого Российского конкурса молодых исполнителей джазовой музыки в г. Саратове.
- 2003 — Лауреат Пятого Всероссийского конкурса юных пианистов имени Константина Игумнова в г. Липецке.
- февраль 2005 — участник международных мастер-классов в Лондонской Королевской Академии музыки.
- июнь 2005 — получил диплом и специальный приз как лучший концертмейстер хора и солист на международном фестивале искусств «Звёздная юность планеты», который проходил во Всероссийском детском центре «Орлёнок».
- декабрь 2005 — исполнил партию фортепиано в сложнейшем Концерте Джона Псазаса «Вид с Олимпа» для фортепиано, перкуссии и симфонического оркестра.
- ноябрь 2006 — Гран-при в номинации «Исполнитель джазовой музыки» и диплом I степени в номинации «Композиция, аранжировка и импровизация» на российском конкурсе молодых исполнителей джазовой музыки «Рояль в джазе» (г. Москва).
- 2006 — I место в составе вокального дуэта на краевом конкурсе хоровых коллективов, солистов-вокалистов и вокальных ансамблей учащихся детских музыкальных школ и школ искусств Краснодарского края.
- 2008 — победитель Международного конкурса пианистов имени Веры Лотар-Шевченко (г. Новосибирск) во взрослой номинации[17].
- 2010 — диплом и специальный приз «За проявленную волю к победе, виртуозное мастерство исполнения, талант и усердие» Первого Всероссийского музыкального конкурса[18].
- 2012 — Гран-при 2-го Всероссийского фестиваля-конкурса вокального искусства «Хрустальный голос» (Энем).
- 2014 — Вторая премия II Всероссийского музыкального конкурса.
- 2018 — Лауреат Премии Мэра Москвы имени Николая Островского.
- 2018 — 2 место и приз «First Runner Up» Конкурса Sarah Vaughan International Jazz Vocal Competition (Ньюарк, США).
- 2019 — Лауреат премии «Все цвета джаза».
- 2019 — Лауреат Премии Президента Российской Федерации для молодых деятелей культуры — «за вклад в развитие отечественного музыкального искусства и просветительскую деятельность».
- 2020 — Проект «Голос-9» на Первом канале. Второе место (суперфиналист).
- 2022 — премия города Москвы в области литературы и искусства (2022) — за высокие достижения в исполнительском искусстве и концертные программы последних лет[19]

## Фильмы об Аккуратове
- «Мальчик из Армавира. Необычный вундеркинд», 2007.
- «Вундеркинд», 2014.
- «Синкопа», 2016.